# Hicham Arazi
Hicham Arazi (em árabe: هشام أرازي, nascido, 19 de outubro de 1973, em Casablanca, Marrocos) é um ex-jogador de tênis profissional. Ele iniciou profissionalmente em 1993 e encerrou a carreira em 2007. Sua posição mais alta alcançada no ranking da ATP foi a de Nº22 do mundo, em 5 de novembro de 2001. 

## Carreira
Durante sua carreira, Arazi conquistou um título de simples, em Casablanca. Ele tem vindo a participar na turnê tênis marroquino recentemente. O "mágico marroquino" alcançou duas vezes as quartas-de-final do Aberto da Austrália e duas vezes no Aberto da França. Além do apelido já mencionado , alguns analistas de tênis o chamaram de "O McEnroe marroquino", devido ao seu talento - ele jogou com habilidade incrível , e muitas vezes contou com o apoio da torcida , mesmo quando não estava em casa . Ele perdeu para Patrick Rafter , vencedor do Aberto dos EUA em 1997 e 1998, por dois sets a zero durante a primeira rodada do último torneio. No terceiro set , ele estava chateado com várias chamadas de linha , dizendo árbitro Norm Chryst para "sair daqui" , o que provocou o início do colapso do Arazi (e retorno de Rafter). Durante sua carreira, ele conquistou vitórias sobre o vários ex-Nº1 e campeões de Grand Slam, tais como Roger Federer , Andre Agassi , Yevgeny Kafelnikov , Marat Safin , Lleyton Hewitt , Juan Carlos Ferrero , Carlos Moya e Jim Courier.

## Finais em ATP Masters Series (Simples)

### Vice-campeão (1)
| Ano  | Torneio     | Oponente        | Placar        |
| ---- | ----------- | --------------- | ------------- |
| 2001 | Monte Carlo | Gustavo Kuerten | 6–3, 6–2, 6–4 |

## Títulos (1)

### Vitórias em simples (1)
| Legenda                |
| ---------------------- |
| Grand Slam (0)         |
| Tennis Masters Cup (0) |
| ATP Masters Series (0) |
| ATP Tour (1)           |

| N. | Data          | Torneio              | Piso   | Oponente         | Placar        |
| -- | ------------- | -------------------- | ------ | ---------------- | ------------- |
| 1. | 24 Março 1997 | Casablanca, Marrocos | Saibro | Franco Squillari | 3–6, 6–1, 6–2 |

### Simples Vices (2)
| N. | Data          | Torneio             | Piso   | Oponente         | Placar        |
| -- | ------------- | ------------------- | ------ | ---------------- | ------------- |
| 1. | 14 Junho 1999 | Merano, Itália      | Saibro | Fernando Vicente | 6–2, 3–6, 7–6 |
| 2. | 16 Abril 2001 | Monte Carlo, Mônaco | Saibro | Gustavo Kuerten  | 6–3, 6–2, 6–4 |

### Duplas Vice (2)
| N. | Data            | Torneio               | Piso   | Parceiro    | Oponente                         | Placar        |
| -- | --------------- | --------------------- | ------ | ----------- | -------------------------------- | ------------- |
| 1. | 24 Março 1997   | Casablanca, Marrocos  | Saibro | Karim Alami | João Cunha e Silva Nuno Marques  | 7–6, 6–2      |
| 2. | 8 Setembro 1997 | Tashkent, Usbequistão | Duro   | Eyal Ran    | Vincenzo Santopadre Vince Spadea | 6–4, 6–7, 6–0 |